# جون جياناندريا
جون جياناندريا (بالإنجليزية: John Giannandrea)‏، هو مهندس برمجيات بريطاني ورجل أعمال. شارك في تأسيس ميتا ويب ‏، وقاد بحث جوجل والذكاء الاصطناعي، غادر جوجل للانضمام إلى شركة أبل. وعُيّن نائبًا لرئيس التعلم الآلي والذكاء الاصطناعي فيها.